# Серово (Нижегородская область)
Серово — деревня в составе Ворошиловского сельсовета в Уренском районе Нижегородской области.

## География
Находится у северной границы районного центра города Урень.

## История
Деревня основана в конце XVIII века переселенцами из села Урень. Население было старообрядческим, удельными крестьянами. В 1870 году 17 дворов и 84 жителя. В 1916 году 27 дворов и 152 жителя. В период коллективизации был организован колхоз «Путь Ленина». В 1979 году было дворов 39, жителей 119, в 1994 46 и 135 соответственно. В последние годы в деревне работало сельскохозяйственное предприятие «Никитино».

## Население
Постоянное население составляло 125 человек (русские 97 %) в 2002 году, 118 в 2010.